# Casa de Avesnes
La familia Avesnes jugó un importante papel durante la Edad Media. La familia tiene sus raíces en el pequeño pueblo de Avesnes-sur-Helpe, al norte de Francia.
A una de sus ramas pertenecieron numerosos Condes de Holanda durante el siglo XIII. La familia se extinguió en el siglo XVI.

## Origen de la Casa: contienda entre Dampierre y Avesnes
Balduino, antes de ser el primer emperador del Imperio latino de Constantinopla, gobernaba el Condado de Flandes como Balduino IX y el Condado de Henao como Balduino VI. Balduino no tuvo descendientes masculinos y fue sucedido por sus hijas Juana (reinó 1205–1244) y Margarita II (reinó 1244–1280).
En 1212 Margarita se casa con Bouchard de Avesnes, un destacado noble de Henao. Aparentemente, fue un matrimonio por amor, aunque fue aprobado por Juana, la hermana de Margarita, que también se había casado recientemente. Las dos hermanas tuvieron posteriormente un enfrentamiento sobre la herencia de Margarita, lo que provocó que Juana intentara disolver el matrimonio de su hermana. Alegó que el matrimonio era nulo, y sin estudiarlo demasiado, el papa Inocencio III condenó el matrimonio, aunque no lo anuló formalmente.
Bourchard y Margarita continuaron viviendo como una pareja casada y tuvieron 3 niños, pero el conflicto con Juana se endureció y Bouchard fue capturado y encarcelado en 1219. Fue liberado en 1221 a condición de que la pareja se separara y de que Bouchard consiguiera la absolución papal. Mientras estaba en Roma, Juana convenció a Margarita para que se casara nuevamente, esta vez con Guillermo II de Dampierre, un noble de Champaña. De este matrimonio Margarita tendría dos hijos: Guillermo II, Conde de Flandes y Guy de Dampierre.
Esta situación causó algo de escándalo, ya que el matrimonio era posiblemente bígamo, y, además, violaba las estipulaciones de la iglesia sobre la consanguinidad. Las disputas con respecto a la validez de los dos matrimonios y la legitimidad de los hijos de cada marido continuaron durante décadas, con implicaciones en la política del Sacro Imperio Romano y provocando una larga Guerra sucesoria sobre la sucesión de Flandes y Henao.
En 1246, el rey Luis IX de Francia, actuando como árbitro, otorgó la herencia de Flandes los hijos de Dampierre, y los derechos sobre Henao a los de Avesnes. Esto parecería resolver la cuestión, pero en 1253 surgieron nuevamente los problemas. El hijo mayor, Juan I de Avesnes, que desconfiaba de la decisión, convenció a Guillermo de Holanda, el rey alemán reconocido por las fuerzas pro-papales, para tomar Henao y las partes de Flandes dentro de las fronteras del Imperio. Guillermo de Holanda era teóricamente, como rey, señor de estos territorios, y también cuñado de Juan. Tras esto, estalló una guerra civil, que finalizó con la victoria de las tropas de Avesnes y el encarcelamiento de los Dampierre en la Batalla de West-Capelle el 4 de julio de 1253, tras lo que Juan I de Avesnes forzó a Guy de Dampierre  y su madre a respetar la división de Luis y entregarle Henao.
Margaret no reconoció su derrota y se negó a darse por vencida. En cambio, concedió Henao a Carlos de Anjou, el hermano del rey Luis, que acababa de regresar de la Cruzada. Carlos hizo suya la causa y combatió contra Juan I de Avesnes, pero no consiguió tomar Valenciennes y escapó por poco de la muerte en una escaramuza. Cuando Luis regresó en 1254,  ratificó su primera decisión y ordenó a su hermano abandonar la lucha. Carlos regresó a Provenza. Con este segundo arbitraje del rey santo, el conflicto quedó cerrado y Juan I de Avesnes aseguró Henao. 
Las décadas siguientes vieron más luchas entre Dampierres y Avesnes, que a comienzos del siglo XIV habían heredado los Condados de Holanda y Zelanda.

## Árbol familiar
- Fastré I d'Oisy m. Ade
  - Fastré II d'Oisy m. Richilde 
    - Wautier I d'Oisy m. Ida de Mortagne 
      - Nicholas le Beau (1129–1171) m. Mathilde de La Roche 
        - James de Avesnes (1150–1191) m. Ameline de Guise
          - Walter II de Avesnes (1180?-1246) m. Marguerite de Blois (1231)
          - Bouchard IV de Avesnes (1182–1244) m. Margarita de Flandes
            - Juan I de Avesnes (1218–1257) m. Adelaida de Holanda
              - Juan II de Avesnes conde de Henao y Holanda (r. 1280-1304) m. Felipa de Luxemburgo
                - Guillermo III de Avesnes (1286–1337) m. Juana de Valois
                  - Guillermo IV de Avesnes (r. 1337-1345) m. Juana, Duquesa de Brabante
                    - Margarita II de Henao (r. 1345-1356) m. Luis IV Wittelsbach

              - Guy de Avesnes (-1317)
                - Aleid de Avesnes, esposa de Otto van Asperen van Heuckelom
                - Maria de Avesnes, esposa de Arnold,  Señor de IJsselstein

## Lectura complementaria
- Adrien-Joseph Michaux, Chronologie historique des seigneurs de la terre et pairie d'Avesnes, Oficina d'édition et de difusión du livre d'histoire, París, 1994   .